# Греноскандия
Греноскандия — суша, существовавшая в северной части Атлантического океана между Гренландией и Скандинавией с начала кайнозоя до середины антропогена. Греноскандия отделяла холодные воды Северного Ледовитого океана от теплых вод Атлантического океана. Исчезновение Греноскандии явилось одной из причин похолодания климата в Европе. Некоторыми учеными-биологами[кем?] активно высказывается мнение, что гипотетическая суша Греноскандия могла быть районом обособления белых медведей. Однако Н. К. Верещагин считает, что оснований для определения в качестве родины белого медведя лишь одного из секторов Арктики нет, хотя сам учёный данной возможности не исключает.